# Долішньоратненський замок
Долішньоратненський замок (пол. Zamek w Ratnie Dolnym, нім. Schloss Niederrathen) — замок у селі Ратно-Дольне гміни Радкув Клодзького повіту Нижньосілезького воєводства в Польщі. Частково пошкоджений під час пожежі в 1998 році, замок у наш час занепадає. 

## Історія
Замок було побудовано в останні десятиліття XV століття. У 1563 році розбудову замку продовжив Бальцер фон Райхенбах. У 1645 році, під час Тридцятилітньої війни, будівлю було зруйновано. Після руйнування замок у 1675 році купив Даніель Пасхасіус фон Остерберг, який його відбудував, дещо підвищивши та обладнавши аттики. Він також побудував нову будівлю у північно-східній частині подвір'я. Значні зміни було зроблено у другій половині XIX століття, коли було побудовано струнку західну вежу, перебудовано в'їзне подвір'я, а також близько 1896 року змодернізовано інтер'єри.  
Після 1945 року замок використовувався як будинок відпочинку. У 1972 та 1985 роках було здійснено його косметичний ремонт замку. У 1996 році замок став приватною власністю. Взимку 1997/1998 років внаслідок пожежі було знищено дах та стелі. З того часу стан замку постійно погіршувався.  

## Архітектура
Замок — це триповерхова оштукатурена будівля з каменю та цегли з мезоніном, вкрита низьким двосхилим дахом, споруджена на чотирикутному плані, з невеликим внутрішнім подвір’ям. Скромні фасади зберегли фрагменти архітектурних деталей, частину віконних рам, рустування кутів та аттики. У центральному місці аттика південного фасаду знаходиться герб Вальдемара Джонстона, власника замку з 1854 року з датою — 1872 рік. Герб тримають два леви. В деяких кімнатах всередині замку збереглися склепіння.  
До замку прилягають терасні сади XVII століття та давній звіринець, перетворений у ландшафтний парк у ХІХ столітті. Поруч розміщені господарські споруди давнього фільварка та дві офіцини. 

## Світлини

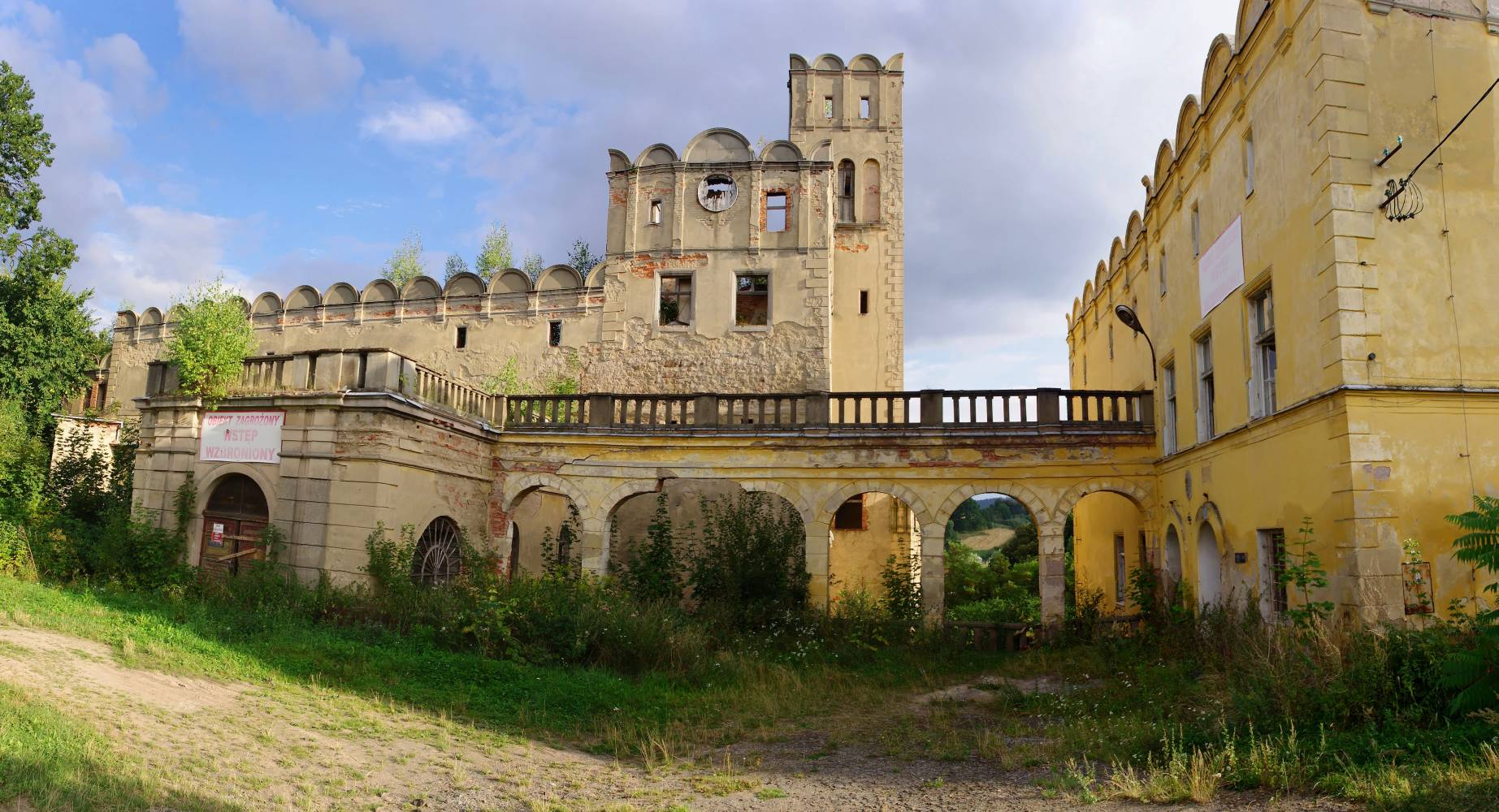
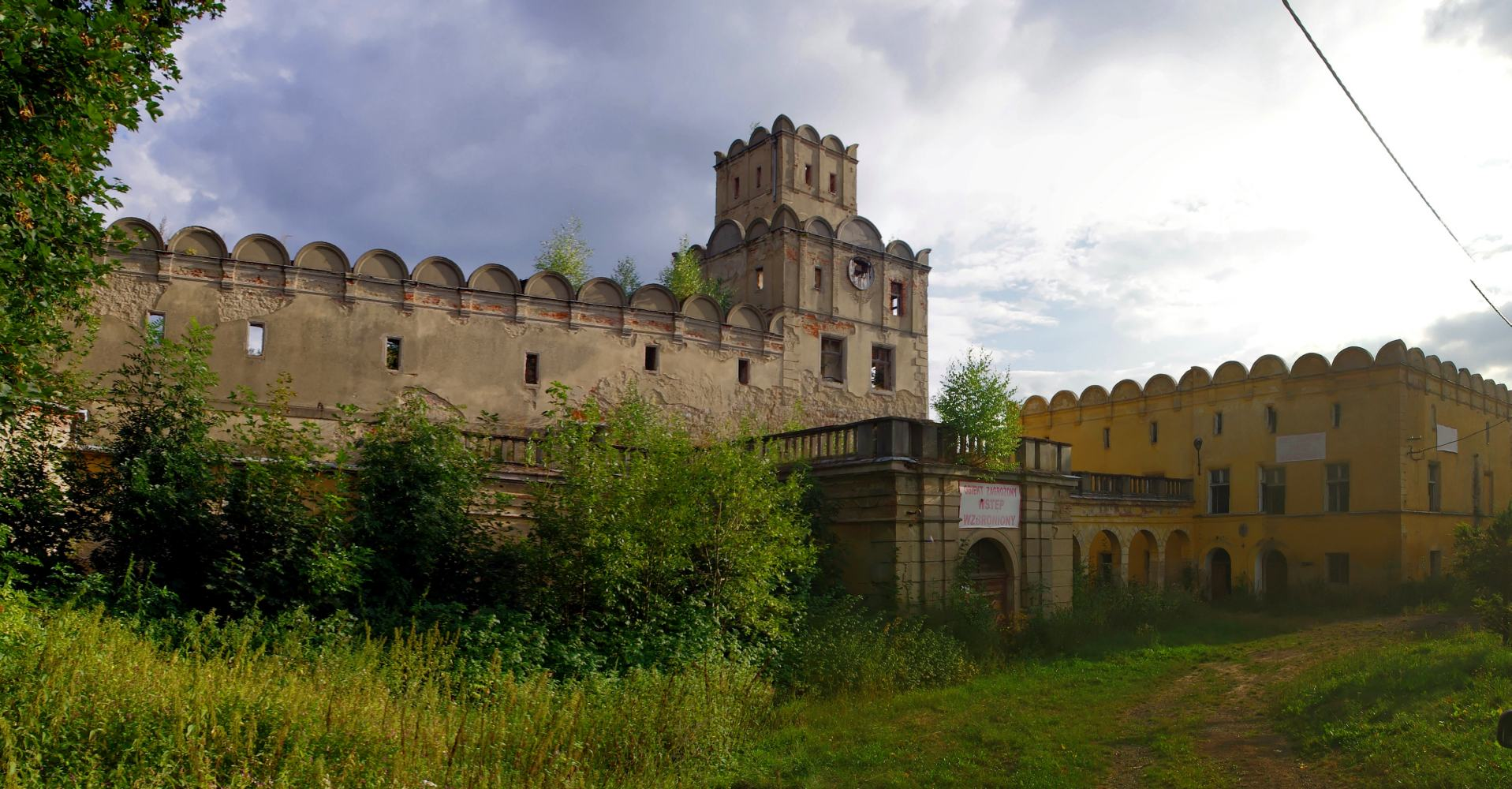
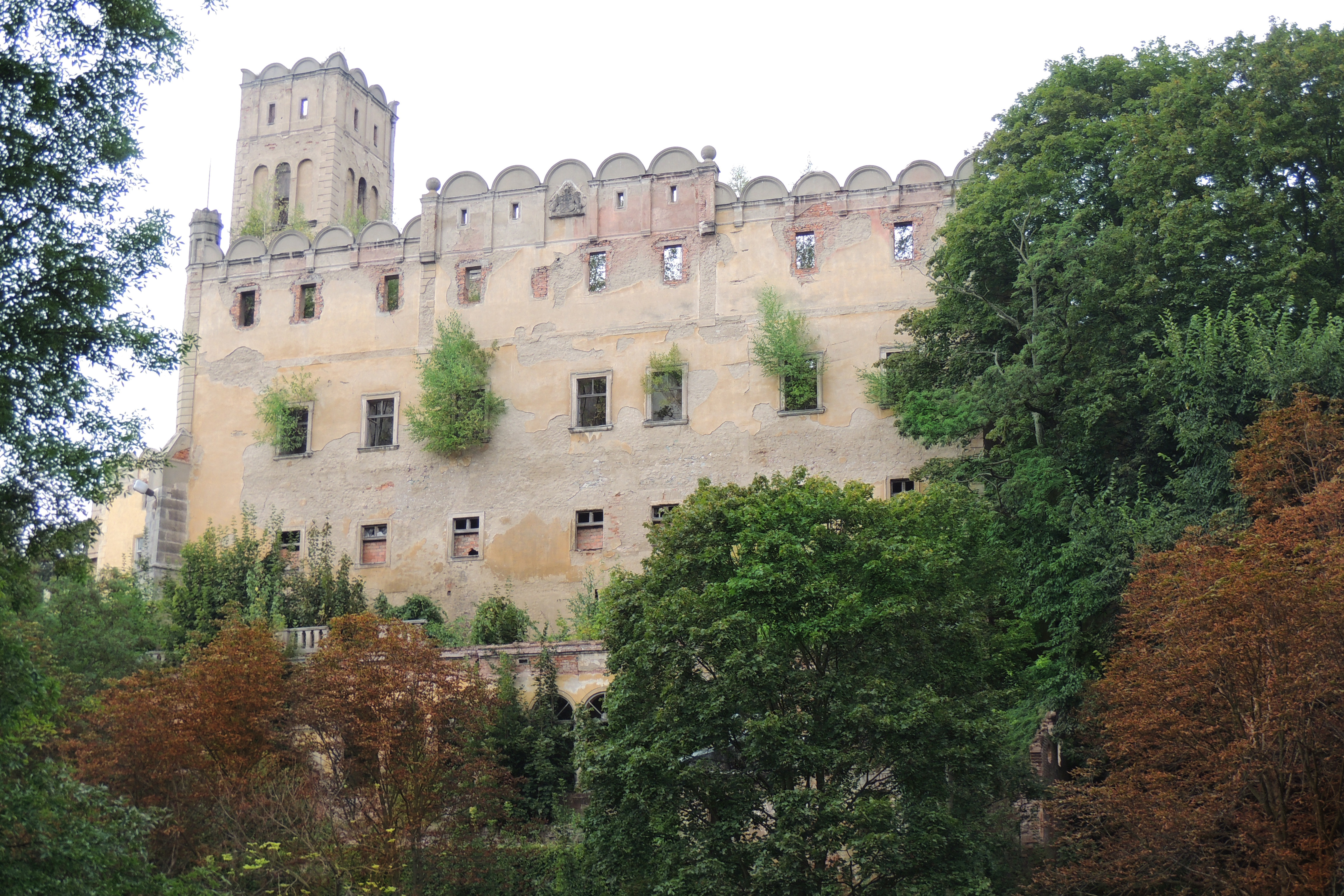
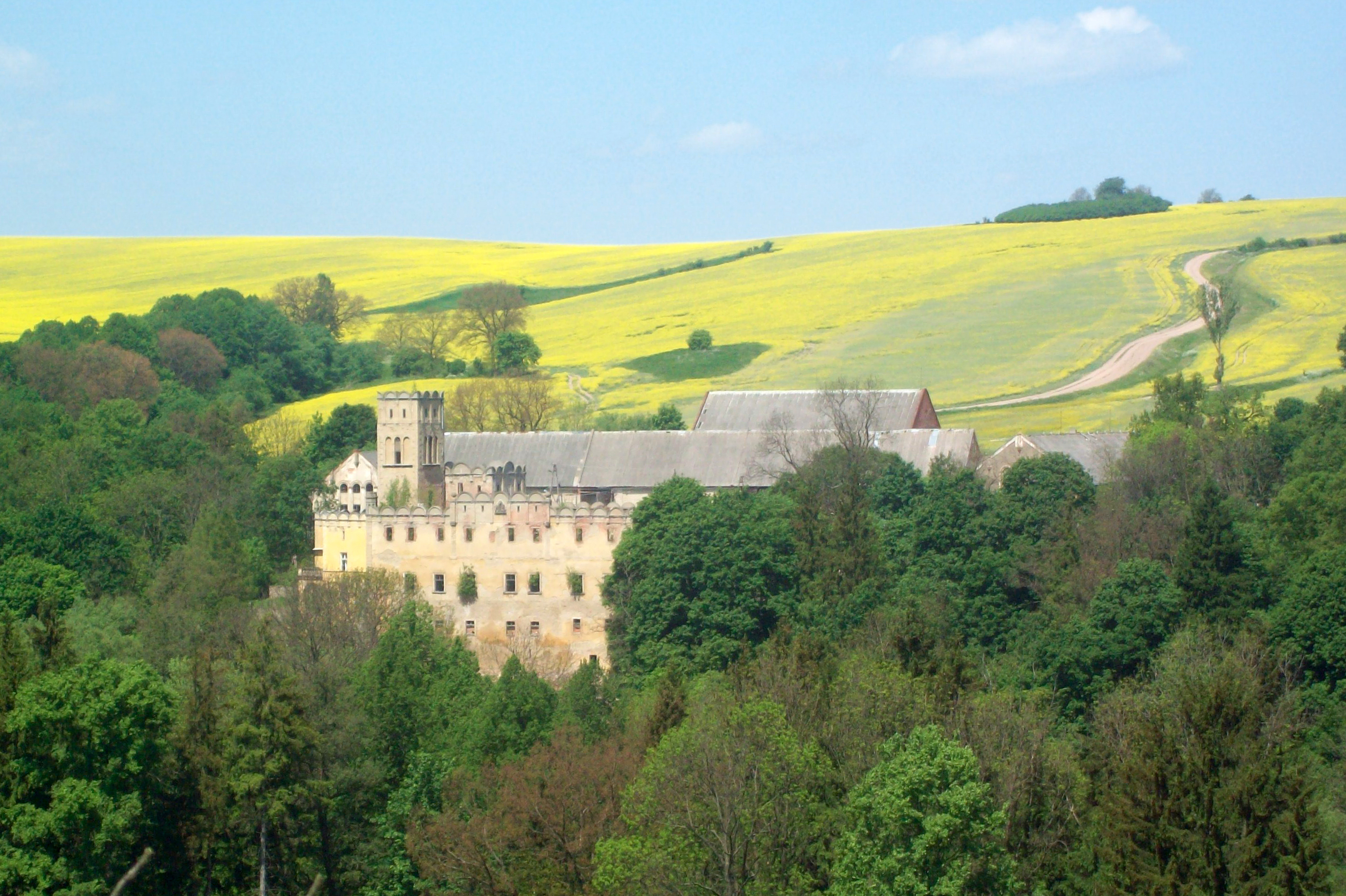
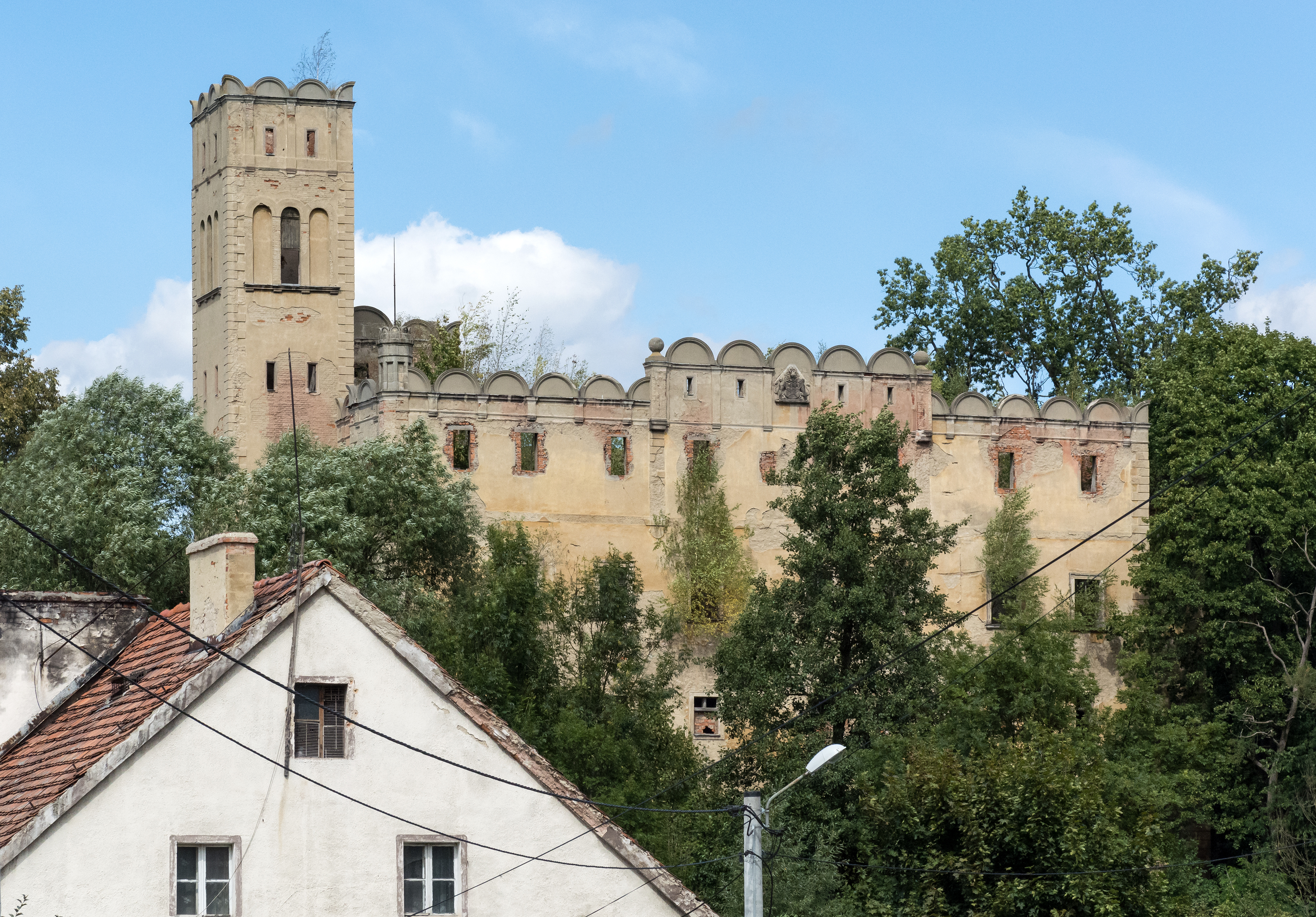